# Direct Star
Direct Star er en fransk tv-kanal grundlagt 1. september 2010. TV-kanalen erstatter Virgin 17. Kanalen ejes af Vincent Bolloré. 

## Ekstern henvisning
- Direct Stars hjemmeside (fransk) Arkiveret 12. november 2020 hos  Wayback Machine

| Fjernsyn | Spire Denne artikel om en tv-kanal er en spire som bør udbygges. Du er velkommen til at hjælpe Wikipedia ved at udvide den. |